# Charles Vigurs
Charles Alfred Vigurs (Birmingham, 11 luglio 1888 – Grenay, 22 febbraio 1917) è stato un ginnasta britannico.

## Palmarès

### Olimpiadi
- 1 medaglia:
  - 1 bronzo (Stoccolma 1912 nel concorso a squadre)